# Јован Јовановић (добротвор)
Јован Јовановић (1845–1909) био је лекар из Власотинца, који је завештао је Српској академији наука и уметности сву своју имовину. Тестаментом је одлучио да се његова задужбина зове Јованијанум и да се користи за подршку науци и уметности у Србији. Главница задужбине износила је 465.000 дин. у злату и хартијама од вредности. Према вољи Јована Јовановића, задужбинска средства су се улагала и 1933. год. су нарасла на 3.000.000 дин. Српска академија наука и уметности је тек тада почела да троши та средства, а у међувремену је коришћен само део задужбинских фондова.